# فهرست مربیان باشگاه فوتبال رئال مادرید

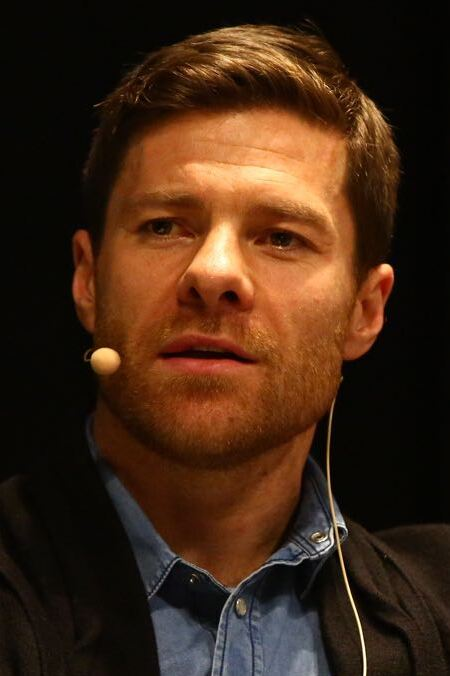
ژابی آلونسو سرمربی فعلی رئال مادرید در اولین دوره حضورش در این باشگاه به عنوان سرمربی است.

باشگاه فوتبال رئال مادرید یک باشگاه فوتبال حرفه‌ای مستقر در مادرید اسپانیا است که در لا لیگا بازی می‌کند. این فهرست زمانی شامل همه کسانی است که از سال ۱۹۱۰، زمانی که نخستین سرمربی حرفه‌ای منصوب شد، تا به امروز سمت مدیریت تیم اصلی رئال مادرید را بر عهده داشته‌اند. ورود هر مدیر شامل تاریخ تصدی او و سابقه رقابتی کلی باشگاه (از نظر بازی‌های برد، تساوی و باخت)، افتخارات بزرگ و دستاوردهای قابل توجه تحت رهبری او است. مدیران سرپرستی، در مواردی که شناخته شده باشند، شامل می‌شوند. از آغاز فصل ۱۹–۲۰۱۸، رئال مادرید ۴۰ مربی تمام وقت داشته‌است.
نخستین سرمربی تمام‌وقت رئال مادرید آرتور جانسون بود. او با یکی از بنیانگذاران رئال مادرید و سپس مدیر آن، آدولفو ملندز قرارداد امضا کرد و ده فصل مربیگری این تیم را برعهده گرفت و یک جام اسپانیا را به دست آورد.
موفق‌ترین سرمربی رئال مادرید از نظر جام‌های کسب‌شده، میگل مونیوز است که ۹ قهرمانی لا لیگا، دو قهرمانی جام حذفی اسپانیا، دو قهرمانی در لیگ قهرمانان اروپا و یک جام بین قاره‌ای در ۱۵ سال سرمربیگری به‌دست آورد. او همچنین طولانی‌ترین مدت زمان حضور به‌عنوان سرمربی باشگاه را دارد.

## فهرست مربیان از ۱۹۱۰
فهرست کامل مربیان رئال مادرید در جدول زیر نشان داده شده‌است:
اطلاعات مربوط به مسابقه بازی شده در تاریخ ۱۱ مارس ۲۰۱۹ درست است. فقط مسابقات رقابتی شمارش می‌شوند.
| ردیف | نام                   | ملیت                                       | از              | تا                | G[A] | W   | D   | L   | GF    | GA  | برد %[B] | افتخارات                                                                                             | یادداشت‌ها |
| ---- | --------------------- | ------------------------------------------ | --------------- | ----------------- | ---- | --- | --- | --- | ----- | --- | -------- | --- | --------- |
| ۱    | آرتور جانسون          | ایرلند                                     | ۱۹۱۰            | ۱۹۲۰              | ۲۳   | ۱۱  | ۳   | ۹   | ۴۸    | ۳۹  | ۰۴۸      | ۱ کوپا دل ری                                                                                         | [C][D]    |
| ۲    | خوان ده کارسر         | اسپانیا                                    | ۱۹۲۰            | ۱۹۲۶              | ۲۲   | ۱۰  | ۲   | ۱۰  | ۳۸    | ۴۵  | ۰۴۵      | | [C]       |
| ۳    | پدرو یورنته           | اسپانیا                                    | ۱۹۲۶            | ۱۹۲۶              | ۰    | ۰   | ۰   | ۰   | ۰     | ۰   | —        | | [C]       |
| ۴    | سانتیاگو برنابئو یسته | اسپانیا                                    | ۱۹۲۶            | ۱۹۲۷              | ۸    | ۵   | ۰   | ۳   | ۳۱    | ۱۵  | ۰۶۳      | | [C]       |
| ۵    | خوسه برائوندو         | اسپانیا                                    | ۱۹۲۷            | ۱۹۲۹              | ۴۱   | ۲۷  | ۴   | ۱۰  | ۱۱۵   | ۵۸  | ۰۶۶      | | [C]       |
| ۶    | خوسه کیرانته          | اسپانیا                                    | ۱۹۲۹            | ۱۹۳۰              | ۱۸   | ۷   | ۳   | ۸   | ۴۵    | ۴۲  | ۰۳۹      | | [C]       |
| ۷    | لیپو هرتزکا           | مجارستان                                   | ۱۹۳۰            | ۱۹۳۲              | ۵۲   | ۲۶  | ۱۵  | ۱۱  | ۹۵    | ۵۸  | ۰۵۰      | ۱ لا لیگا                                                                                            |           |
| ۸    | رابرت فرت             | انگلستان                                   | ۱۹۳۲            | ۱۹۳۴              | ۴۵   | ۳۰  | ۵   | ۱۰  | ۱۲۶   | ۵۲  | ۰۶۷      | ۱ لا لیگا                                                                                            |           |
| ۹    | فرانسیسکو برو         | اسپانیا                                    | ۱۹۳۴            | ۱۹۴۱              | ۱۱۸  | ۷۱  | ۱۳  | ۳۴  | ۲۹۰   | ۱۵۲ | ۰۶۰      | ۲ کوپا دل ری                                                                                         |           |
| ۱۰   | خوان آرمت             | اسپانیا                                    | ۱۹۴۱            | سپتامبر ۱۹۴۳      | ۴۶   | ۲۳  | ۷   | ۱۶  | ۹۶    | ۷۲  | ۰۵۰      | |           |
| ۱۱   | رامون انکیناس         | اسپانیا                                    | سپتامبر ۱۹۴۳    | مه ۱۹۴۵           | ۸۴   | ۴۵  | ۱۵  | ۲۴  | ۱۹۹   | ۱۲۶ | ۰۵۴      | |           |
| ۱۲   | خاسینتو کوینکوکس      | اسپانیا                                    | مه ۱۹۴۵         | مارس ۱۹۴۶         | ۳۵   | ۱۸  | ۱۰  | ۷   | ۷۰    | ۳۷  | ۰۵۱      | ۱ کوپا دل ری                                                                                         | [C]       |
| ۱۳   | بالتاسار آلبنیز       | اسپانیا                                    | March 1946      | April 1947        | ۳۵   | ۱۸  | ۵   | ۱۲  | ۸۲    | ۶۶  | ۰۵۱      | ۱ کوپا دل ری                                                                                         |           |
| ۱۴   | خاسینتو کوینکوکس      | اسپانیا                                    | April 1947      | January 1948      | ۱۷   | ۵   | ۴   | ۸   | ۳۲    | ۴۱  | ۰۲۹      | |           |
| ۱۵   | مایکل کیپینگ          | انگلستان                                   | January 1948    | October 1950      | ۸۲   | ۳۷  | ۲۰  | ۲۵  | ۱۹۲   | ۱۵۳ | ۰۴۵      | ۱ کوپا اوا دیورته                                                                                    |           |
| ۱۶   | بالتاسار آلبنیز       | اسپانیا                                    | October 1950    | March 1951        | ۱۶   | ۷   | ۲   | ۷   | ۴۱    | ۳۷  | ۰۴۴      | |           |
| ۱۷   | هکتور اسکارونه        | اروگوئه                                    | March 1951      | April 1952        | ۴۸   | ۲۵  | ۱۰  | ۱۳  | ۱۱۳   | ۷۳  | ۰۵۲      | |           |
| ۱۸   | خوان آنتونیو ایپینیا  | اسپانیا                                    | April 1952      | May 1953          | ۳۴   | ۲۱  | ۲   | ۱۱  | ۸۲    | ۵۷  | ۰۶۲      | | [C]       |
| ۱۹   | انریکه فرناندز        | اروگوئه                                    | May 1953        | 10 December 1954  | ۵۰   | ۳۱  | ۸   | ۱۱  | ۱۲۶   | ۶۰  | ۰۶۲      | ۱ لا لیگا                                                                                            |           |
| ۲۰   | خوسه ویالونگا         | اسپانیا                                    | 1۰ دسامبر ۱۹۵۴  | June 1957         | ۱۰۵  | ۶۶  | ۱۴  | ۲۵  | ۲۶۹   | ۱۴۱ | ۰۶۳      | ۲ لا لیگا ۲ جام اروپا                                                                                | [E]       |
| ۲۱   | لوئیس کارنیگلیا       | آرژانتین                                   | June 1957       | 19 February 1959  | ۶۸   | ۴۸  | ۱۱  | ۹   | ۱۷۸   | ۵۸  | ۰۷۱      | ۱ لا لیگا ۱ جام اروپا                                                                                |           |
|      | میگل مونیوس           | اسپانیا                                    | 2۱ فوریه ۱۹۵۹   | 13 April 1959     | ۹    | ۵   | ۲   | ۲   | ۳۱    | ۹   | ۰۵۶      | | [C]       |
| ۲۲   | لوئیس کارنیگلیا       | آرژانتین                                   | 1۳ آوریل ۱۹۵۹   | July 1959         | ۱۳   | ۸   | ۱   | ۴   | ۲۸    | ۱۶  | ۰۶۲      | ۱ جام اروپا                                                                                          |           |
| ۲۳   | مانوئل فلیتاس         | پاراگوئه                                   | July 1959       | 12 April 1960     | ۳۳   | ۲۳  | ۴   | ۶   | ۱۰۹   | ۴۲  | ۰۷۰      | |           |
| ۲۴   | میگل مونیوس           | اسپانیا                                    | 1۳ آوریل ۱۹۶۰   | 15 January 1974   | ۵۹۵  | ۳۵۲ | ۱۲۶ | ۱۱۷ | ۱٬۱۹۴ | ۵۵۳ | ۰۵۹      | ۹ لا لیگا ۲ کوپا دل ری ۲ جام اروپا ۱ جام بین قاره‌ای                                                  | [F]       |
| ۲۵   | لوییس مولونی          | اسپانیا                                    | 1۵ ژانویه ۱۹۷۴  | May 1974          | ۲۳   | ۱۳  | ۲   | ۸   | ۴۹    | ۲۶  | ۰۵۷      | ۱ کوپا دل ری                                                                                         | [C]       |
| ۲۶   | میلیان میلیانیچ       | جمهوری فدرال سوسیالیستی یوگسلاوی · صربستان | May 1974        | 7 September 1977  | ۱۳۴  | ۶۷  | ۳۶  | ۳۱  | ۲۳۱   | ۱۵۰ | ۰۵۰      | ۲ لا لیگا ۱ کوپا دل ری                                                                               |           |
| ۲۷   | لوییس مولونی          | اسپانیا                                    | ۷ سپتامبر ۱۹۷۷  | June 1979         | ۹۰   | ۵۱  | ۲۴  | ۱۵  | ۱۹۶   | ۹۴  | ۰۵۷      | ۱ لا لیگا                                                                                            |           |
| ۲۸   | وویادین بوشکوف        | جمهوری فدرال سوسیالیستی یوگسلاوی · صربستان | June 1979       | 29 March 1982     | ۱۳۹  | ۸۰  | ۳۱  | ۲۸  | ۲۴۹   | ۱۳۶ | ۰۵۸      | ۱ لا لیگا ۱ کوپا دل ری                                                                               |           |
| ۲۹   | لوییس مولونی          | اسپانیا                                    | 2۹ مارس ۱۹۸۲    | 30 June 1982      | ۶    | ۴   | ۱   | ۱   | ۱۱    | ۷   | ۰۶۷      | ۱ کوپا دل ری                                                                                         |           |
| ۳۰   | آلفردو دی استفانو     | آرژانتین                                   | ۱ ژوئیه ۱۹۸۲    | 22 May 1984       | ۱۰۸  | ۶۳  | ۲۳  | ۲۲  | ۱۹۲   | ۱۱۳ | ۰۵۸      | | [C]       |
| ۳۱   | آمانسیو آمارو         | اسپانیا                                    | 2۲ مه ۱۹۸۴      | 16 April 1985     | ۴۷   | ۱۹  | ۱۳  | ۱۵  | ۶۹    | ۵۲  | ۰۴۰      | | [C]       |
| ۳۲   | لوییس مولونی          | اسپانیا                                    | 1۶ آوریل ۱۹۸۵   | 30 June 1986      | ۶۱   | ۳۹  | ۷   | ۱۵  | ۱۳۷   | ۶۷  | ۰۶۴      | ۱ لا لیگا ۱ کوپا دل ری ۲ لیگ اروپا                                                                   |           |
| ۳۳   | لیو بنهاکر            | هلند                                       | ۱ ژوئیه ۱۹۸۶    | 30 June 1989      | ۱۶۹  | ۱۰۷ | ۴۰  | ۲۲  | ۳۵۷   | ۱۵۸ | ۰۶۳      | ۳ لا لیگا ۱ کوپا دل ری ۲ سوپر جام فوتبال اسپانیا                                                     |           |
| ۳۴   | جان توشاک             | ولز                                        | ۱ ژوئیه ۱۹۸۹    | 19 November 1990  | ۶۴   | ۴۱  | ۱۵  | ۸   | ۱۶۱   | ۵۶  | ۰۶۴      | ۱ لا لیگا                                                                                            |           |
| ۳۵   | آلفردو دی استفانو     | آرژانتین                                   | 2۱ نوامبر ۱۹۹۰  | 22 March 1991     | ۲۱   | ۹   | ۳   | ۹   | ۳۲    | ۲۲  | ۰۴۳      | ۱ سوپر جام فوتبال اسپانیا                                                                            |           |
| ۳۶   | رادومیر آنتیچ         | جمهوری فدرال سوسیالیستی یوگسلاوی · صربستان | 2۲ مارس ۱۹۹۱    | 27 January 1992   | ۳۹   | ۲۷  | ۶   | ۶   | ۸۴    | ۳۲  | ۰۶۹      | |           |
| ۳۷   | لیو بنهاکر            | هلند                                       | 2۷ ژانویه ۱۹۹۲  | 29 June 1992      | ۲۸   | ۱۴  | ۷   | ۷   | ۴۷    | ۲۷  | ۰۵۰      | |           |
| ۳۸   | بنیتو فلورو           | اسپانیا                                    | ۱ ژوئیه ۱۹۹۲    | 7 March 1994      | ۹۲   | ۵۲  | ۲۱  | ۱۹  | ۱۶۵   | ۹۰  | ۰۵۷      | ۱ کوپا دل ری ۱ سوپر جام فوتبال اسپانیا                                                               |           |
| ۳۹   | ویسنته دل بوسکه       | اسپانیا                                    | ۷ مارس ۱۹۹۴     | 30 June 1994      | ۱۱   | ۵   | ۱   | ۵   | ۲۳    | ۲۲  | ۰۴۵      | | [C]       |
| ۴۰   | خورخه والدانو         | آرژانتین                                   | ۱ ژوئیه ۱۹۹۴    | 21 January 1996   | ۷۸   | ۳۹  | ۱۷  | ۲۲  | ۱۴۲   | ۸۷  | ۰۵۰      | ۱ لا لیگا                                                                                            | [C]       |
| ۴۱   | ویسنته دل بوسکه       | اسپانیا                                    | 2۱ ژانویه ۱۹۹۶  | 24 January 1996   | ۱    | ۱   | ۰   | ۰   | ۵     | ۰   | ۱۰۰      | |           |
| ۴۲   | آرسنیو ایگلاسیاس      | اسپانیا                                    | 2۴ ژانویه ۱۹۹۶  | 29 May 1996       | ۲۱   | ۱۱  | ۴   | ۶   | ۳۳    | ۲۲  | ۰۵۲      | |           |
| ۴۳   | فابیو کاپلو           | ایتالیا                                    | ۱ ژوئیه ۱۹۹۶    | 24 June 1997      | ۴۸   | ۳۱  | ۱۲  | ۵   | ۹۶    | ۴۱  | ۰۶۵      | ۱ لا لیگا                                                                                            |           |
| ۴۴   | یوپ هاینکس            | آلمان                                      | 2۵ ژوئن ۱۹۹۷    | 28 May 1998       | ۵۳   | ۲۶  | ۱۵  | ۱۲  | ۹۲    | ۵۵  | ۰۴۹      | ۱ سوپر جام فوتبال اسپانیا ۱ لیگ قهرمانان اروپا                                                       |           |
| ۴۵   | خوزه آنتونیو کاماچو   | اسپانیا                                    | 1۷ ژوئن ۱۹۹۸    | 9 July 1998       | ۰    | ۰   | ۰   | ۰   | ۰     | ۰   | —        | | [C]       |
| ۴۶   | گاس هیدینک            | هلند                                       | 1۵ ژوئیه ۱۹۹۸   | 23 February 1999  | ۳۴   | ۱۹  | ۴   | ۱۱  | ۷۳    | ۴۸  | ۰۵۶      | ۱ جام بین قاره‌ای                                                                                     |           |
| ۴۷   | جان توشاک             | ولز                                        | 2۴ فوریه ۱۹۹۹   | 17 November 1999  | ۳۷   | ۱۹  | ۹   | ۹   | ۷۳    | ۶۲  | ۰۵۱      | |           |
| ۴۸   | ویسنته دل بوسکه       | اسپانیا                                    | 1۷ نوامبر ۱۹۹۹  | 23 June 2003      | ۲۳۳  | ۱۲۷ | ۵۶  | ۵۰  | ۴۶۱   | ۲۶۷ | ۰۵۵      | ۲ لا لیگا ۱ سوپر جام فوتبال اسپانیا ۲ لیگ قهرمانان اروپا ۱ سوپرجام اروپا ۱ جام بین قاره‌ای            |           |
| ۴۹   | کارلوس کی‌روش          | پرتغال                                     | 2۵ ژوئن ۲۰۰۳    | 24 May 2004       | ۵۹   | ۳۴  | ۱۱  | ۱۴  | ۱۱۳   | ۷۶  | ۰۵۸      | ۱ سوپر جام فوتبال اسپانیا                                                                            |           |
| ۵۰   | خوزه آنتونیو کاماچو   | اسپانیا                                    | 2۵ مه ۲۰۰۴      | 20 September 2004 | ۶    | ۴   | ۰   | ۲   | ۷     | ۵   | ۰۶۷      | |           |
| ۵۱   | ماریانو گارسیا رامون  | اسپانیا                                    | 2۰ سپتامبر ۲۰۰۴ | 30 December 2004  | ۲۰   | ۱۲  | ۴   | ۴   | ۳۷    | ۱۸  | ۰۶۰      | | [C]       |
| ۵۲   | واندرلی لوکزامبورگو   | برزیل                                      | 3۰ دسامبر ۲۰۰۴  | 4 December 2005   | ۴۵   | ۲۸  | ۷   | ۱۰  | ۸۳    | ۴۵  | ۰۶۲      | |           |
| ۵۳   | خوان رامون لوپز کارو  | اسپانیا                                    | ۴ دسامبر ۲۰۰۵   | 1 June 2006       | ۲۴   | ۱۲  | ۹   | ۳   | ۴۱    | ۲۵  | ۰۵۰      | |           |
| ۵۴   | فابیو کاپلو           | ایتالیا                                    | ۵ ژوئیه ۲۰۰۶    | 28 June 2007      | ۵۰   | ۲۸  | ۱۲  | ۱۰  | ۹۱    | ۵۵  | ۰۵۶      | ۱ لا لیگا                                                                                            |           |
| ۵۵   | برند شوستر            | آلمان                                      | ۹ ژوئیه ۲۰۰۷    | 9 December 2008   | ۷۵   | ۴۴  | ۹   | ۲۲  | ۱۵۶   | ۱۰۰ | ۰۵۹      | ۱ لا لیگا ۱ سوپر جام فوتبال اسپانیا                                                                  | [C]       |
| ۵۶   | خوانده راموس          | اسپانیا                                    | ۹ دسامبر ۲۰۰۸   | 1 June 2009       | ۲۷   | ۱۸  | ۱   | ۸   | ۵۳    | ۳۴  | ۰۶۷      | |           |
| ۵۷   | مانوئل پیگرینی        | شیلی                                       | ۲ ژوئن ۲۰۰۹     | 26 May 2010       | ۴۸   | ۳۶  | ۵   | ۷   | ۱۱۹   | ۴۸  | ۰۷۵      | |           |
| ۵۸   | ژوزه مورینیو          | پرتغال                                     | 3۱ مه ۲۰۱۰      | 1 June 2013       | ۱۷۸  | ۱۲۸ | ۲۸  | ۲۲  | ۴۷۵   | ۱۶۸ | ۰۷۲      | ۱ لا لیگا ۱ کوپا دل ری ۱ سوپر جام فوتبال اسپانیا                                                     | [FIFA]    |
| ۵۹   | کارلو آنچلوتی         | ایتالیا                                    | 2۵ ژوئن ۲۰۱۳    | 25 May 2015       | ۱۱۹  | ۸۹  | ۱۴  | ۱۶  | ۳۲۳   | ۱۰۳ | ۰۷۵      | ۱ کوپا دل ری ۱ لیگ قهرمانان اروپا ۱ سوپرجام اروپا ۱ جام باشگاه‌های فوتبال جهان                        |           |
| ۶۰   | رافائل بنیتز          | اسپانیا                                    | ۳ ژوئن ۲۰۱۵     | ۴ ژانویه ۲۰۱۶     | ۲۵   | ۱۷  | ۵   | ۳   | ۶۹    | ۲۲  | ۰۶۸      | |           |
| ۶۱   | زین‌الدین زیدان        | فرانسه                                     | ۴ ژانویه ۲۰۱۶   | ۳۱ مه ۲۰۱۸        | ۱۴۹  | ۱۰۴ | ۲۹  | ۱۶  | ۳۹۳   | ۱۶۰ | ۰۷۰      | ۱ لا لیگا ۱ سوپر جام فوتبال اسپانیا ۳ لیگ قهرمانان اروپا ۲ سوپرجام اروپا ۲ جام باشگاه‌های فوتبال جهان | [C][FIFA] |
| ۶۲   | یولن لوپتگی           | اسپانیا                                    | ۱۲ ژوئن ۲۰۱۸    | ۲۹ اکتبر ۲۰۱۸     | ۱۴   | ۶   | ۲   | ۶   | ۲۱    | ۲۰  | ۰۴۳      | | [C]       |
| ۶۳   | سانتیاگو سولاری       | آرژانتین                                   | ۳۰ اکتبر ۲۰۱۸   | ۱۱ مارس ۲۰۱۹      | ۳۲   | ۲۲  | ۲   | ۸   | ۶۱    | ۲۴  | ۰۶۹      | ۱ جام باشگاه‌های فوتبال جهان                                                                          | [C]       |
| ۶۴   | زین‌الدین زیدان        | فرانسه                                     | ۱۱ مارس ۲۰۱۹    | ۲۰۲۱              | ۰    | ۰   | ۰   | ۰   | ۰     | ۰   | —        | 11 جام                                                                                               | [C]       |
| ۶۵   | کارلو آنچلوتی         | ایتالیا                                    | ۹ مه ۲۰۲۱       | ۲۴ مه ۲۰۲۵        |      |     |     |     |       |     |          | |           |
| ۶۶   | ژابی آلونسو           | اسپانیا                                    | ۲۵ مه ۲۰۲۵      | تاکنون            |      |     |     |     |       |     |          | |           |

اطلاعات جدید آنچلوتی وارد خواهد شد.

## جام‌ها
| ردیف | نام               | LL | CdR | SdE | CED | CdlL | UCL | UC | USC | IC | CWC | مجموع |
| ---- | ----------------- | -- | --- | --- | --- | ---- | --- | -- | --- | -- | --- | ----- |
| ۱    | میگل مونیوس       | ۹  | ۲   | –   | –   | –    | ۲   | –  | –   | ۱  | –   | ۱۴    |
| ۲    | زین‌الدین زیدان    | ۱  | –   | ۱   | –   | –    | ۳   | –  | ۲   | –  | ۲   | ۹     |
| ۳    | لوییس مولونی      | 3  | 2   | –   | –   | 1    | –   | 2  | –   | –  | –   | 8     |
| ۴    | ویسنته دل بوسکه   | 2  | –   | 1   | –   | –    | 2   | –  | 1   | 1  | –   | 7     |
| ۵    | لیو بنهاکر        | 3  | 1   | 2   | –   | –    | –   | –  | –   | –  | –   | 6     |
| ۶    | خوسه ویالونگا     | 2  | –   | –   | –   | –    | 2   | –  | –   | –  | –   | 4     |
| ۶    | کارلو آنچلوتی     | –  | 1   | –   | –   | –    | 1   | –  | 1   | –  | 1   | 4     |
| ۸    | لوئیس کارنیگلیا   | 1  | –   | –   | –   | –    | 2   | –  | –   | –  | –   | 3     |
| ۸    | میلیان میلیانیچ   | 2  | 1   | –   | –   | –    | –   | –  | –   | –  | –   | 3     |
| ۸    | ژوزه مورینیو      | 1  | 1   | 1   | –   | –    | –   | –  | –   | –  | –   | 3     |
| ۱۱   | فرانسیسکو برو     | –  | 2   | –   | –   | –    | –   | –  | –   | –  | –   | 2     |
| ۱۱   | وویادین بوشکوف    | 1  | 1   | –   | –   | –    | –   | –  | –   | –  | –   | 2     |
| ۱۱   | Benito Floro      | –  | 1   | 1   | –   | –    | –   | –  | –   | –  | –   | 2     |
| ۱۱   | فابیو کاپلو       | 2  | –   | –   | –   | –    | –   | –  | –   | –  | –   | 2     |
| ۱۱   | یوپ هاینکس        | –  | –   | 1   | –   | –    | 1   | –  | –   | –  | –   | 2     |
| ۱۱   | برند شوستر        | 1  | –   | 1   | –   | –    | –   | –  | –   | –  | –   | 2     |
| ۱۷   | آرتور جانسون      | –  | ۱   | –   | –   | –    | –   | –  | –   | –  | –   | ۱     |
| ۱۷   | Lippo Hertzka     | ۱  | –   | –   | –   | –    | –   | –  | –   | –  | –   | ۱     |
| ۱۷   | Robert Firth      | ۱  | –   | –   | –   | –    | –   | –  | –   | –  | –   | ۱     |
| ۱۷   | Jacinto Quincoces | –  | ۱   | –   | –   | –    | –   | –  | –   | –  | –   | ۱     |
| ۱۷   | Baltasar Albéniz  | –  | ۱   | –   | –   | –    | –   | –  | –   | –  | –   | ۱     |
| ۱۷   | Michael Keeping   | –  | –   | –   | ۱   | –    | –   | –  | –   | –  | –   | ۱     |
| ۱۷   | Enrique Fernández | ۱  | –   | –   | –   | –    | –   | –  | –   | –  | –   | ۱     |
| ۱۷   | جان توشاک         | ۱  | –   | –   | –   | –    | –   | –  | –   | –  | –   | ۱     |
| ۱۷   | آلفردو دی استفانو | –  | –   | ۱   | –   | –    | –   | –  | –   | –  | –   | ۱     |
| ۱۷   | Jorge Valdano     | ۱  | –   | –   | –   | –    | –   | –  | –   | –  | –   | ۱     |
| ۱۷   | Guus Hiddink      | –  | –   | –   | –   | –    | –   | –  | –   | ۱  | –   | ۱     |
| ۱۷   | کارلوس کی‌روش      | –  | –   | ۱   | –   | –    | –   | –  | –   | –  | –   | ۱     |
| ۱۷   | سانتیاگو سولاری   | –  | –   | –   | –   | –    | –   | –  | –   | –  | ۱   | ۱     |